# Trochalopteron austeni
El charlatán de Austen (Trochalopteron austeni) es una especie de ave paseriforme de la familia Leiothrichidae endémica del noreste del subcontinente indio.

## Distribución y hábitat
Se encuentra únicamente en las montañas que hay entre la India y Birmania. Su hábitat natural son los bosques húmedos subtropicales de montaña.